# Gabino Rodríguez
Gabino Rodríguez Rodela (data de nascimento e morte desconhecidos) foi um ciclista olímpico mexicano. Representou sua nação nos Jogos Olímpicos de Verão de 1948, na prova individual e por equipes.